# 畠山健介
畠山 健介（はたけやま けんすけ、1985年8月2日 - ）は、宮城県気仙沼市出身の日本の元ラグビー選手。178cm、115kg。O型。ニックネームは「空飛ぶヨコヅナ（もしくは空飛ぶプロップ）」。日本代表、U23代表、学生日本代表、高校日本代表。キャップは78。

## 経歴
小学2年時にラグビースクールでラグビーを始める。中学時代はバスケットボールを中心に活動していたが、仙台育英高校時代には3年連続で花園に出場。花園では、1年時にベスト4、3年時にベスト8進出。高校日本代表、U17日本代表にも選ばれる。早稲田大学スポーツ科学部に進学し、1年時よりプロップとしてベンチメンバーに入り、2年時は右プロップのレギュラーを獲得。全国大学選手権優勝などに貢献。
卒業後は清宮克幸が指揮を執るサントリーに加入。2011年、ラグビーワールドカップ2011の日本代表のメンバーに選出された。なおワールドカップでは全4試合に出場した。2015年、ラグビーワールドカップ2015の日本代表に選出された。
2016年1月、イングランドトップリーグプレミアシップのニューカッスル・ファルコンズに期限付き移籍することが発表された。
2017年5月1日に日本ラグビーフットボール選手会の代表理事に就任した。
2019年、サントリーを退団した。ラグビーワールドカップ2019では連日各テレビ局の報道番組などに出演し、解説・コメンタリーを行った。
同年11月03日、アメリカのメジャーリーグラグビーのニューイングランド・フリージャックスに入団することを同日放送の『有吉弘行のSUNDAY NIGHT DREAMER』（JFN系）と自身のTwitterで報告した。
2021年10月8日、豊田自動織機シャトルズ愛知に所属したことを発表。
2022年5月13日、豊田自動織機シャトルズ愛知を退団し、現役引退を発表した。

## 人物
- 1年生時は先輩（当時4年生）で同じ右プロップの伊藤雄大より、常に的確なアドバイスをもらうなど、伊藤とは師弟関係にあった。
- 関東学院大学ラグビー部監督の春口廣は「もし（他から）選手をもらえるなら畠山…」と彼を絶賛している。
- アンケートに「もし一度だけ魔法が使えたら…」と問われ、「五郎丸になりたい…。」と答えていた。
- 中学時代はバスケ部に所属し、キャプテンをつとめていた。
- 後にフェンシング日本代表となる千田健太や、フリーアナウンサーとなる佐藤千晶は同級生であった。畠山はインタビューなどで度々、初恋の相手が佐藤であったと公言している。
- 愛称は『ハタケ』『ハタケ丸』
- ラジオ番組『有吉弘行のSUNDAY NIGHT DREAMER』（JFN）のヘビーリスナー「ゲスナー」であり、畠山自身が番組にメールを出したり、他のリスナーがメールで畠山に言及したことがある。有吉やリスナーからは「クソヒゲゴリラ」というあだ名で呼ばれている。2017年1月15日、2018年1月28日、2019年2月10日、同年11月3日、2023年9月24日にゲスト出演したほか、『有吉反省会』（日本テレビ）で有吉本人と共演している。
- 2016年（平成28年）1月26日、ファッション誌「ミスターベイブ」の取材において、似ていると指摘されていた東京ヤクルトスワローズの畠山和洋（岩手県花巻市出身）と初対面した[14]。
- 2021年2月23日「僕にとってはラグビーは言語であり、パスポート」の名言を残し、それを体現している。